# 1897
1897 (MDCCCXCVII) var ett normalår som började en fredag i den gregorianska kalendern och ett normalår som började en onsdag i den julianska kalendern.

## Händelser

### Januari
- 21 januari – Märtha Leth blir Sveriges första kvinnliga farmaceut genom att avlägga farmacie studiosusexamen vid Farmaceutiska institutet.

### Februari
- 10 februari – Religionsfrihet proklameras i franska besittningen Madagaskar.
- 28 februari – Madagaskar blir en fransk koloni.[1]

### Mars
- 4 mars
  - Ohio-republikanen William McKinley efterträder New York-demokraten Grover Cleveland som USA:s president.
  - Finansmannen Garret Hobart efterträder Adlai Stevenson som USA:s vicepresident.
- 7 mars – Hammarby Roddförening (som bildades 1889) ändrar sitt namn till Hammarby IF med anledning av att de sedan en tid sysslat med fler sporter än just rodd.
- 11 mars – Albert Engström börjar utge skämttidningen Strix.
- 13 mars – San Diego State University skapas i USA.

### April
- 18 april – Svenska Transportarbetareförbundet grundas på David Bagares gata i Stockholm.[2]

### Maj
- 1 maj
  - Postbefordran med ångbåt mellan Sassnitz, Tyskland och Trelleborg, Sverige börjar.[3]
  - Sveriges riksdag inrättar Tandläkarinstitutet.[4]
- 1 maj–31 oktober – Tennessee Centennial and International Exposition hålls i Nashville, Tennessee, USA.

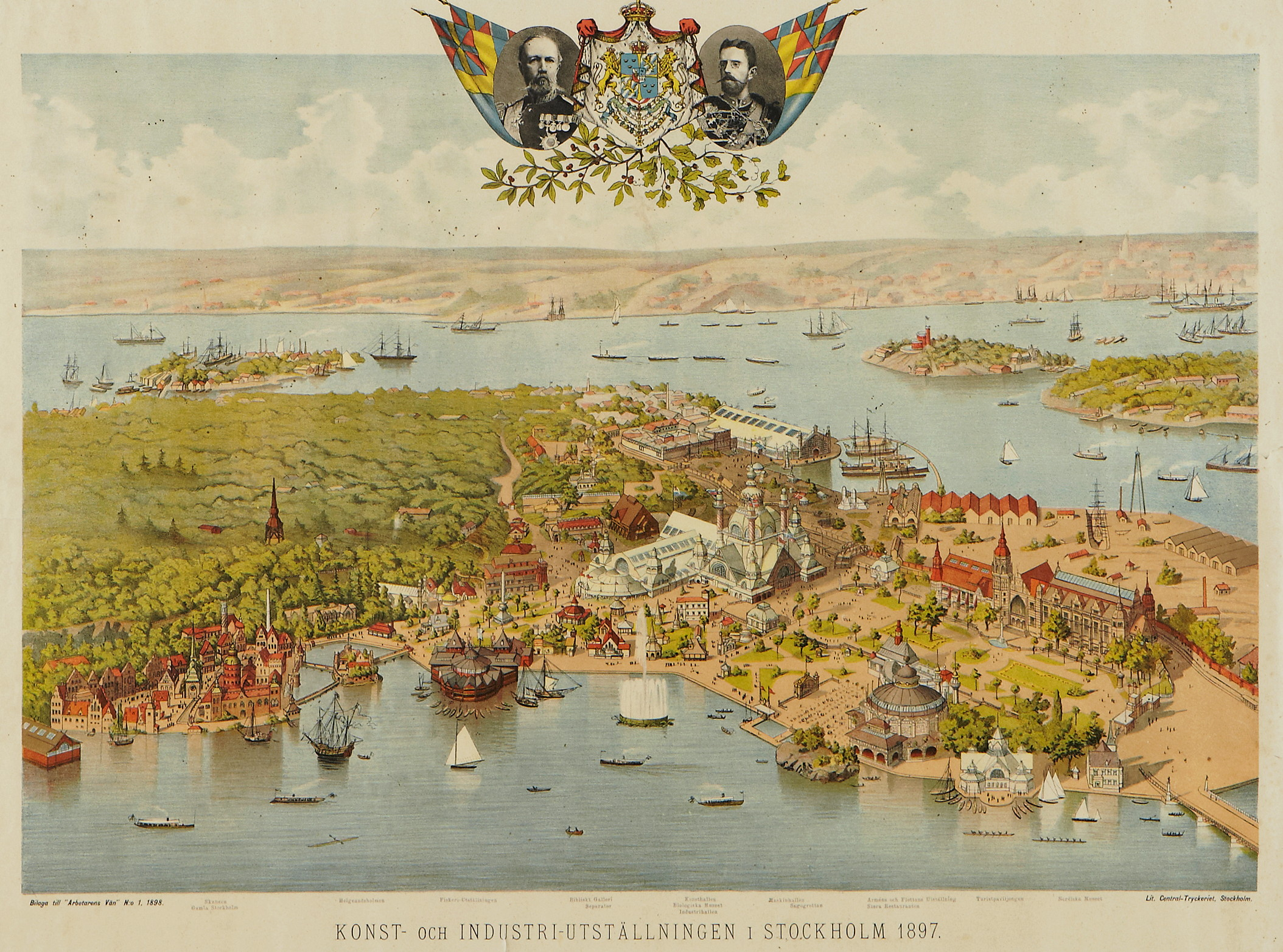
Allmänna konst- och industriutställningen.

- 13 maj – Guglielmo Marconi skickar det första trådlösa kommunikationsmeddelandet över öppet hav då "Are you ready" skickas över Bristolkanalen från Lavernock Point i Sydwales till Flat Holm-ön, ett avstånd på 6,3 kilometer (3.7) engelska mil.[5]
- 15 maj – Allmänna konst- och industriutställningen öppnar på Djurgården i Stockholm. Den skall uppvisa det moderna Sveriges förmåga och får totalt 1,2 miljoner besökare. Under utställningen säljs för första gången varm korv i Sverige och Djurgårdsbron invigs. Dessutom visas film i en liten "Kinematograf Lumière" med 60 platser. Röntgenstrålar föärevisas för en svensk publik.

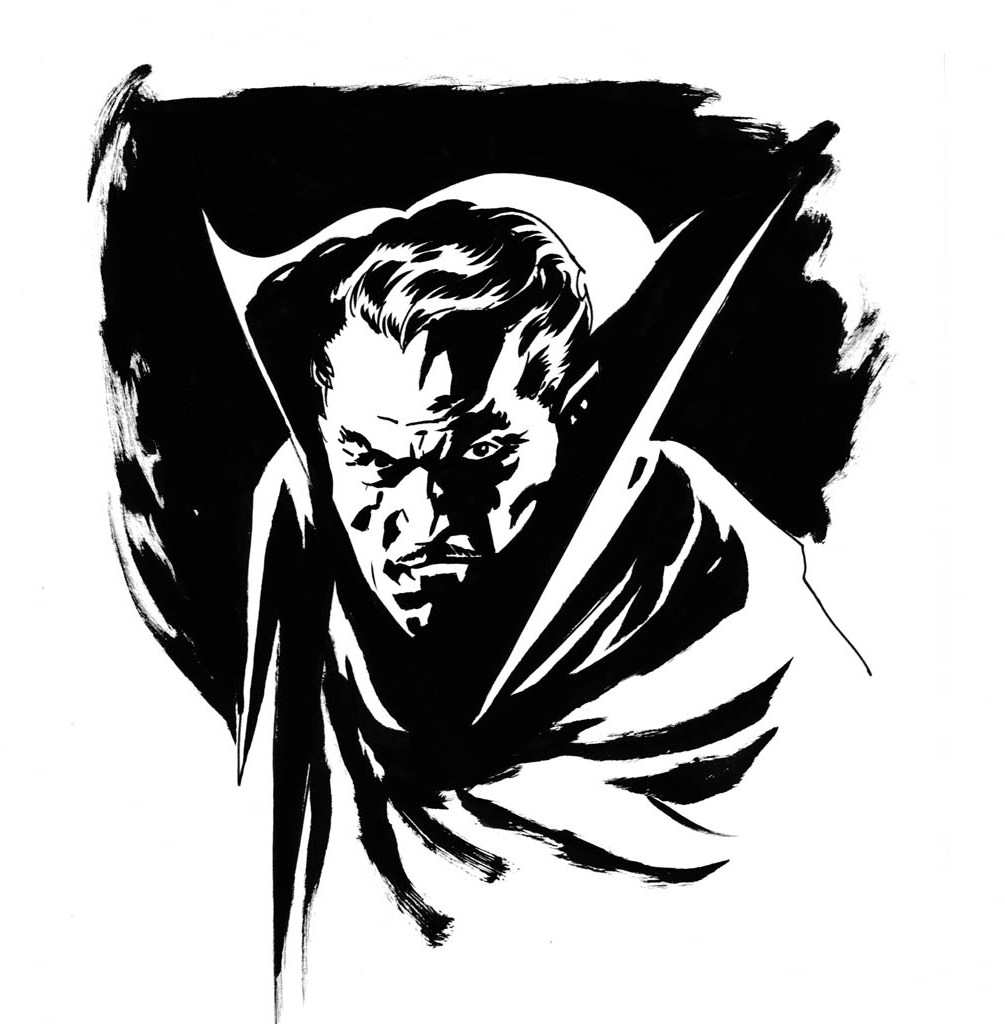
Greve Dracula.

- 18 maj – Bram Stoker publicerar skräckromanen Dracula.
- 19 maj – Oscar Wilde släpps ur fängelset.
- 20 maj – Kolingen dyker upp i Strix för första gången.
- 29 maj - IFK Norrköping bildas som den 17:e Kamratföreningen.

### Juni

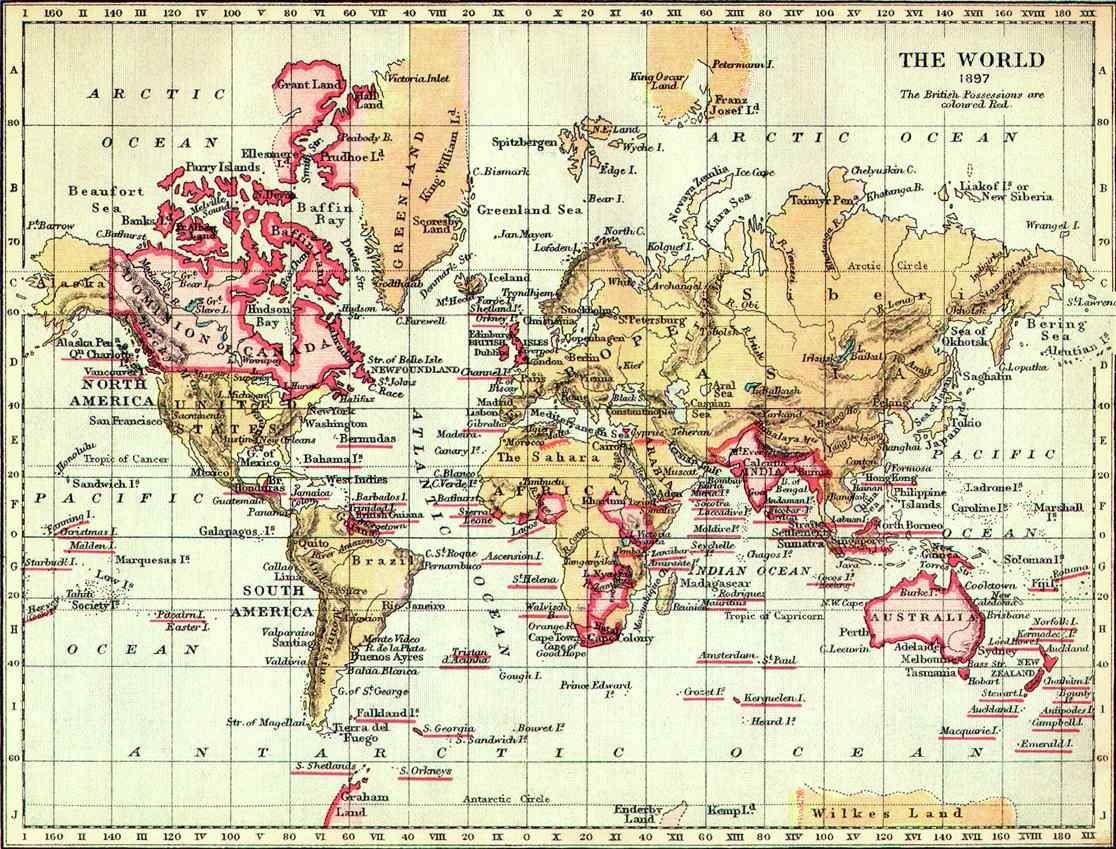
Brittiska imperiet 1897, markerat i rosa.

- 22 juni – Drottning Viktoria av Storbritannien  firar diamantjubileum.
- 26 juni – Den brittiska ingenjören Charles Parsons demonstrerar hastigheten med sin ångturbin-drivna båt Turbinia.[6]

### Juli
- 3 juli – Bergens spårvägar invigs.[7]
- 11 juli – Andrée-expeditionen mot Nordpolen startar från Danskön 13:46.

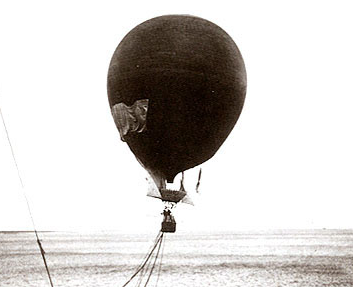
Örnen.

- 14 juli – Andrée-expeditionens ballong Örnen landar på isen, några mil norr om Spetsbergen.
- 21 juli – Skansens bergbana invigs.[8]

### Augusti
- 2 augusti – Ett rykte om att Andrées ballongexpedition har setts på östra Grönland kommer till Göteborg och får hela staden i gungning.
- 29–31 augusti – Initierad av Theodor Herzl hålls i Basel den första sionistiska kongressen; World Zionist Organization grundas.

### September

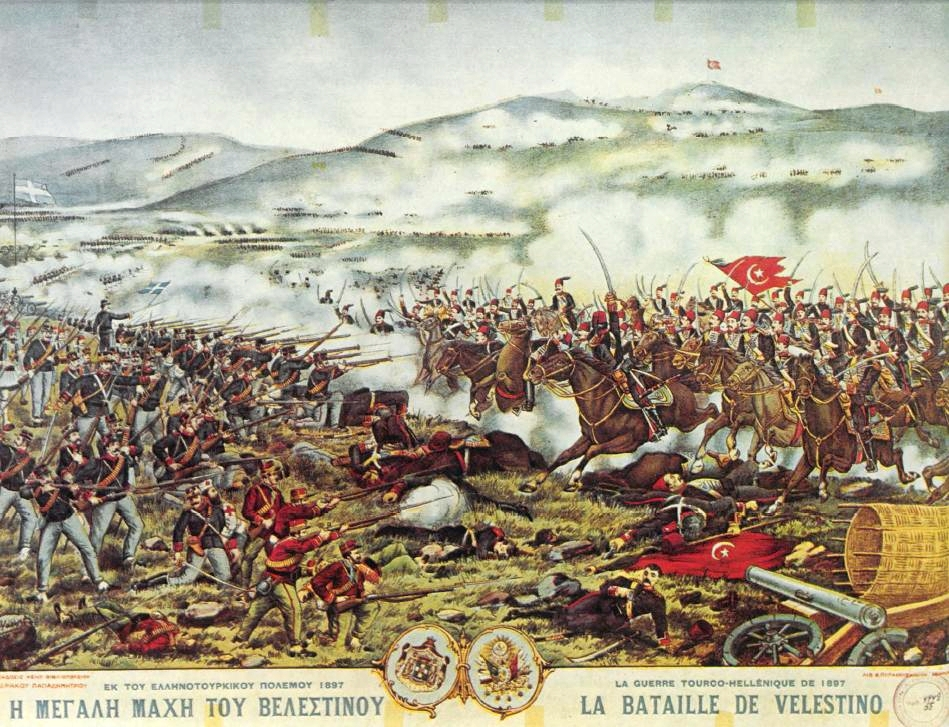
Grekisk-turkiska kriget.

- 20 september – Ett fredsavtal sluts mellan Grekland och Osmanska riket efter Grekisk-turkiska kriget.
- 21 september – Skandinaviska kvinnokonferensen hålls i Stockholm 21–23 september 1897.

### Oktober
- 5 oktober – Andrée-expeditionen kommer till Vitön, där medlemmarna dör.
- 18 oktober – Dicksonska biblioteket i Göteborg, Sverige blir det första svenska folkbiblioteket i egen byggnad.[9]
- 26 oktober – Sedan Stockholmsutställningen avslutats flyttas dess kinematograf till Kungsträdgårdsgatan, i en lokal, som kan anses som Sveriges första fasta biograf. Den är i drift till året därpå.

### November

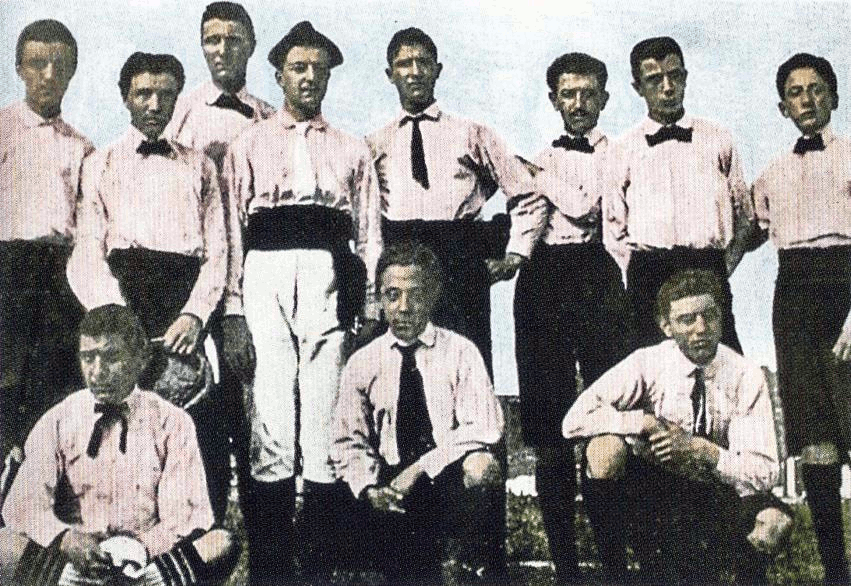
SC Juventus.

- 1 november – Fotbollsklubben SC Juventus bildas av studenter i Turin, Italien.

### December
- 4 december – Fördraget i Konstantinopel avslutar grekisk-turkiska kriget.
- 31 december – Vid Skansens nyårsfirande läses Nyårsklockan för första gången av den, som skall komma att bli mest förknippad med denna tradition, skådespelaren Anders de Wahl.

### Okänt datum
- Första kammaren i Sveriges riksdag antar med siffrorna 125-14 förslaget att bygga en fästning i Boden. Andra kammaren avslår det med siffrorna 87-135.
- Sveriges riksbank blir Sveriges centralbank och erhåller monopol på sedelutgivning.
- Sven Hedin återvänder från sin första centralasiatiska expedition.
- Carl Edvard Johansson ("Mått-Johansson") påbörjar utarbetandet av en måttsats som kommer att öka precisionen inom verkstadsindustrin.
- Den första filminspelningen i Sverige äger rum.
- Elsa Beskow debuterar med sin illustrerade barnbok Sagan om den lilla, lilla gumman.[10]
- I Sverige antar SAP sitt  första partiprogram, med de tyska socialdemokraternas  program som förebild.[11]
- Den brittiska kampen för kvinnlig rösträtt samordnas under National Union of Women's Suffrage Societies.

## Födda

### Första kvartalet

#### Januari
- 3 januari – Marion Davies, amerikansk skådespelare. (död 1961)
- 6 januari – Ferenc Szálasi, ungersk politiker, pilkorsrörelsens ledare, Ungerns premiärminister 1944–1945. (död 1946)
- 9 januari – Dwight H. Green, amerikansk republikansk politiker, guvernör i Illinois 1941–1949. (död 1958)
- 11 januari – Ivar Hallbäck, svensk operasångare (andre tenor) och skådespelare. (död 1978)
- 14 januari – Hasso von Manteuffel, tysk militär (general 1944) och politiker. (död 1978)
- 17 januari – Nils Asther, svensk skådespelare. (död 1981)
- 22 januari – Arthur Greiser, tysk nazistisk politiker. (död 1946)

#### Februari
- 1 februari
  - Gösta Stevens, svensk journalist, manusförfattare, regissör, sångtextförfattare och översättare. (död 1964)
  - Lillian Rogers Parks, tjänsteflicka och sömmerska i Vita huset. (död 1997)
- 4 februari – Ludwig Erhard, tysk politiker, finansminister 1949–1963, förbundskansler 1963–1966. (död 1977)
- 6 februari – Millard F. Caldwell, amerikansk demokratisk politiker, guvernör i Florida 1945–1949. (död 1984)
- 7 februari – Henry Richter, svensk journalist och manusförfattare. (död 1962)
- 10 februari – Judith Anderson, amerikansk skådespelare. (död 1992)
- 12 februari – Birger Schyberg, svensk officer i flygvapnet. (död 1953)
- 26 februari – Inez Magnusson, svensk bedragare. (död 1953)

#### Mars
- 6 mars – Joseph Berchtold, tysk SS–officer, Reichsführer-SS 1926–1927. (död 1962)
- 13 mars – Richard Hildebrandt, tysk SS-officer, dömd krigsförbrytare. (död 1951)
- 25 mars – John Laurie, brittisk skådespelare. (död 1980)

### Andra kvartalet

#### April
- 12 april – Ruth Berglund, svensk operasångare. (död 1984)
- 17 april – Thornton Wilder, amerikansk författare och manusförfattare. (död 1975)
- 23 april
  - Lucius D. Clay, amerikansk flygvapengeneral. (död 1978)
  - Lester B. Pearson, kanadensisk politiker, mottagare av Nobels fredspris 1957, ledare för Kanadas liberala parti 1958–1968, premiärminister 1963–1968. (död 1972)
- 28 mars – Erik Nygren, svensk direktör och riksdagspolitiker (högern). (död 1973)
- 10 april – Eric Knight, brittisk författare. (död 1943)
- 27 april – Gösta Bodin, svensk skådespelare och sångare. (död 1965)

#### Maj
- 5 maj – Kenneth Burke, amerikansk litteraturteoretiker och filosof. (död 1993)
- 10 maj – Einar Gerhardsen, norsk statsminister 1945–1951, 1955–1963 och 1963–1965. (död 1987)
- 14 maj
  - Sidney Bechet, amerikansk jazzmusiker. (död 1959)
  - Kurt Haijby, svensk restaurangägare. (död 1965)
- 19 maj – Wiwen Nilsson, svensk silversmed, hovjuvelerare. (död 1974)
- 27 maj – Eric Gustafson, svensk skådespelare och sångare. (död 1981)

#### Juni
- 10 juni – Storfurstinnan Tatiana, dotter till Nikolaj II – Rysslands siste tsar. (död 1918)
- 12 juni – Anthony Eden, brittisk konservativ politiker, Storbritanniens premiärminister 1955–1957. (död 1977)
- 13 juni – Paavo Nurmi, finländsk medel- och långdistanslöpare med 25 världsrekord och 9 olympiska guldmedaljer. (död 1973)
- 14 juni – Jan Fridegård, svensk författare. (död 1968)

### Tredje kvartalet

#### Juli
- 3 juli – Jesse Douglas, amerikansk matematiker. (död 1965)
- 5 juli – Mogens Wöldike, dansk dirigent och organist. (död 1988)
- 6 juli – Carl von Haartman, finländsk militär, diplomat och affärsman. (död 1980)
- 12 juli – Josef Högstedt, svensk författare och poet, känd under pseudonymen Pälle Näver. (död 1986)
- 16 juli – Hjalmar Karlgren, svensk jurist, professor i civilrätt vid Stockholms universitet, justitieråd. (död 1978)
- 18 juli – Jerker Svensson, svensk förbundsordförande och riksdagspolitiker (socialdemokrat). (död 1956)
- 21 juli – John Marshall Butler, amerikansk republikansk politiker, senator 1951–1963. (död 1978)
- 24 juli – Amelia Earhart, amerikansk pilot. (död 1937)
- 26 juli – Gunnar Lihr, finländsk flygkapten. (död 1937)
- 31 juli
  - Margit Andelius, svensk skådespelare. (död 1986)
  - Eric Bengtson, svensk kapellmästare, musikarrangör, kompositör och dirigent. (död 1948)

#### Augusti
- 2 augusti – Karl Koch, tysk SS–officer. (död 1945)
- 11 augusti – Enid Blyton, brittisk författare av barn- och ungdomsböcker. (död 1968)
- 12 augusti – Ester Roeck-Hansen, svensk skådespelare. (död 1987)

#### September
- 10 september – Otto Strasser, tysk nazistisk politiker. (död 1974)
- 12 september – Irène Joliot-Curie, fransk fysiker och kemist, nobelpristagare. (död 1956)
- 15 september – Kurt Daluege, tysk nazistisk politiker och polischef. (död 1946)
- 16 september – Georges Bataille, fransk författare och filosof. (död 1962)
- 23 september
  - Paul Delvaux, belgisk målare. (död 1994)
  - Walter Pidgeon, kanadensisk skådespelare. (död 1984)
- 25 september
  - Anna-Lisa Baude, svensk skådespelerska. (död 1968)
  - William Faulkner, amerikansk författare. (död 1962)
  - Konrad Nordahl, norsk fackföreningsledare och politiker. (död 1975)
- 26 september
  - Paulus VI, född Giovanni Battista Enrico Antonio Maria Montini, påve 1963–1978. (död 1978)
  - James Leonard Brierley Smith, sydafrikansk professor i iktyologi. (död 1968)
- 29 september – Anton Sjö, svensk kassör och riksdagspolitiker (socialdemokrat). (död 1953)

### Fjärde kvartalet

#### Oktober
- 3 oktober
  - Louis Aragon, fransk författare (dadaist). (död 1982)
  - Tyra Fischer, svensk skådespelare. (död 1984)
- 13 oktober – Kolbjörn Knudsen, svensk skådespelare. (död 1967)
- 19 oktober – Vlado Tjernozemski, bulgarisk revolutionär, attentatsman. (död 1934)
- 20 oktober – Eric Magnusson, svensk skådespelare. (död 1973)
- 28 oktober – Edith Head, amerikansk modeskapare och kostymör. (död 1981)
- 29 oktober – Joseph Goebbels, tysk propagandaminister 1933–1945. (död 1945)

#### November
- 2 november
  - Arthur Fischer, svensk skådespelare, författare, skulptör, akvarellist och tecknare. (död 1991)
  - Richard Russell, amerikansk politiker, senator 1933–1971. (död 1971)
- 9 november – Hilmer Peters, svensk skådespelare och inspicient. (död 1971)
- 12 november – Milward Simpson, amerikansk republikansk politiker, senator 1962–1967. (död 1993)
- 17 november – Eddie Baker, amerikansk skådespelare. (död 1968)
- 18 november – Patrick M.S. Blackett, brittisk fysiker, nobelpristagare i fysik 1948. (död 1974)
- 23 november
  - Karl Gebhardt, tysk SS-läkare, dömd krigsförbrytare. (död 1948)
  - Albert Hjärre, svensk anatom. (död 1958)
- 24 november – Lucky Luciano, siciliansk-amerikansk maffiaboss. (död 1962)
- 28 november – David Gomér, svensk hemmansägare och centerpartistisk politiker. (död 1977)

#### December
- 7 december – Lazare Ponticelli, fransk krigsveteran från första världskriget. (död 2008)
- 14 december – Margaret Chase Smith, amerikansk republikansk politiker, senator 1949–1973. (död 1995)
- 17 december – Alice Lyttkens, svensk författare. (död 1991)
- 18 december – Fletcher Henderson, amerikansk pianist, orkesterledare, arrangör och kompositör. (död 1952)
- 22 december – Max Hansen, dansk skådespelare, sångare, kompositör och manusförfattare. (död 1961)
- 28 december – Ivan Konev, sovjetisk militär, marskalk av Sovjetunionen 1944. (död 1973)

## Avlidna

### Första kvartalet

#### Januari
- 9 januari – Herman Sätherberg, 84, svensk lyriker och läkare.
- 16 januari – Anders Sundström, 64, svensk hemmansägare och riksdagsman.
- 30 januari – Robert Themptander, 52, svensk politiker och ämbetsman, Sveriges statsminister 1884–1888.

#### Februari
- 11 februari – Jeanne Merkus, 57, nederländsk diakonissa.
- 19 februari – Karl Weierstrass, 81, tysk matematiker.

#### Mars
- 15 mars – James Joseph Sylvester, 82, brittisk matematiker.
- 30 mars – Angus Cameron, 70, amerikansk republikansk politiker, senator 1875–1881 och 1881-1885.
- 31 mars – Erik af Edholm, 79, svensk militär, hovmarskalk och chef för Kungliga Dramatiska Teatern 1866–1881.

### Andra kvartalet

#### April
- 3 april – Johannes Brahms, 63, tysk tonsättare.
- 10 april – Daniel W. Voorhees, 69, amerikansk demokratisk politiker, senator 1877–1897.

#### Maj
- 12 maj – Minna Canth, 53, finländsk författare.
- 20 maj – Joseph H. Earle, 50, amerikansk demokratisk politiker och jurist, senator 1897.

#### Juni
- 20 juni – Japetus Steenstrup, 84, dansk biolog.
- 21 juni – Edward Miller Gard Eddy, 45, järnvägsman och chefsjärnvägskommissarie i New South Wales 1888–1897.

### Tredje kvartalet

#### Juli
- 8 juli – Isham G. Harris, 79, amerikansk demokratisk politiker.

#### Augusti
- 8 augusti – Antonio Cánovas del Castillo, 69, spansk politiker.

#### September
- 17 september –  Anna Schepeler-Lette, 67, tysk socialreformator.
- 30 september – Thérèse av Jesusbarnet, 24, fransk karmelitnunna, mystiker, helgon och kyrkolärare.

### Fjärde kvartalet

#### Oktober
- 11 oktober – Léon Boëllmann, 35, fransk kompositör.
- 13 oktober – Thomas J. Robertson, 74, amerikansk republikansk politiker, senator 1868–1877.
- 17 oktober – Algernon Paddock, 66, amerikansk republikansk politiker, senator 1875–1881 och 1887–1893.
- 19 oktober – George Pullman, 66, amerikansk industrialist och ingenjör.
- 24 oktober – Alfred James Caldicott, 54, brittisk musikpedagog och tonsättare.
- 25 oktober – Calvin T. Hulburd, 88, amerikansk politiker.
- 31 oktober – Wilhelm Flensburg, 78, svensk biskop.

#### November
- 1 november – John Chard, 49, brittisk överste.
- 8 november – Nathan F. Dixon III, 50, amerikansk republikansk politiker, senator 1889–1895.
- 29 november
  - Charles Emil Hagdahl, 88 svensk läkare och kokboksförfattare.
  - Albrecht Schrauf, 59, österrikisk mineralog.

#### December
- 4 december – Martin Huss, 48, svensk godsägare och riksdagsman.
- 16 december – Alphonse Daudet, 57, fransk författare.
- 29 december – Léon Carvalho, 72, fransk sångare.

### Fotnoter
1. ↑  World Statesmen (läst 19 april 2011)
2. ↑  ”Svenska Transportarbetareförbundet”. Arkiverad från originalet den 20 september 2012. https://web.archive.org/web/20120920081608/http://www.transport.se/Om-Transportarbetareforbundet/Transports-historia/. Läst 3 april 2011.
3. ↑  ”Sydsvenska Industri- och Handelskammaren”. 16 april 2005. Arkiverad från originalet den 25 mars 2013. https://web.archive.org/web/20130325143604/http://www.handelskammaren.com/fileadmin/user_upload/Om_Handelskammaren/Dokument/Jubileumsskrift_final.pdf. Läst 3 april 2011.
4. ↑  ”Viktiga årtal”. Karolinska Institutet. https://ki.se/om-ki/viktiga-artal. Läst 6 januari 2022.
5. ↑  ”Marconi's Waves”. BBC Wales. Arkiverad från originalet den 21 februari 2006. https://web.archive.org/web/20060221143547/http://www.bbc.co.uk/wales/historyhunters/locations/pages/3_1_flatholm.shtml.
6. ↑  Russell, Phil (1999). ”Sir Charles Algernon Parsons (1854-1931)”. Navies in Transition. Arkiverad från originalet den 24 maj 2012. https://archive.is/20120524200546/http://www.btinternet.com/~philipr/Parsons.htm. Läst 9 september 2010.
7. ↑  ”Svenska Spårvägssällskapet”. http://www.sparvagssallskapet.se/atlas/system.php?id=42. Läst 3 april 2011.
8. ↑  ”Svenska Spårvägssällskapet”. http://www.sparvagssallskapet.se/atlas/system.php?id=29. Läst 3 april 2011.
9. ↑  ”Hagas största friskvårdsanläggning”. Higabgruppen. Arkiverad från originalet den 24 maj 2012. http://archive.is/2012.05.24-200551/http://www.higabgruppen.se/page.asp?link=27-204-742&bok_sok=All%E9g%E5rden&re_nkl=809.
10. ↑  Sverige 1900-talet – Från den lilla, lilla gumman till vilda bebin, NE, Bra Böcker, 2000
11. ↑  Sverige 1900-talet – Sverige mellan tyskt och amerikanskt, NE, Bra Böcker, 2000